# Kajakarstwo na Letnich Igrzyskach Olimpijskich 1956 – K-1 10 000 m mężczyźni
Zawody w kajakarstwie klasycznym (K1) na dystansie 10000 m mężczyzn na Letnich Igrzyskach Olimpijskich 1956 zostały rozegrane 30 listopada 1956 r. W zawodach wzięło udział 11 zawodników z 11 państw. Zawody składały się wyłącznie z finału.

## Rezultaty

### Finał
| Poz. | Zawodnik            | Reprezentacja     | Czas    |
| ---- | ------------------- | ----------------- | ------- |
| 1.   | Gert Fredriksson    | Szwecja           | 47:43,4 |
| 2.   | Ferenc Hatlaczky    | Węgry             | 47:53,3 |
| 3.   | Michel Scheuer      | Niemcy            | 48:00,3 |
| 4.   | Thorvald Strömberg  | Finlandia         | 48:15,8 |
| 5.   | Igor Pisariew       | ZSRR              | 49:58,2 |
| 6.   | Ladislav Čepčianský | Czechosłowacja    | 50:08,2 |
| 7.   | Svend Frømming      | Dania             | 50:10,0 |
| 8.   | Knut Østby          | Norwegia          | 51:28,2 |
| 9.   | Max Baldwin         | Australia         | 51:49,7 |
| 10.  | Lloyd Rice          | Kanada            | 52:00,4 |
| 11.  | Robert O’Brien      | Stany Zjednoczone | 53:02,8 |